# ماری توسو در لندن
مادام توسو نام موزهٔ مشهوری است که مرکز آن در شهر لندن، انگلستان قرار دارد. در این موزه تندیس‌های مومی افراد مشهور و تاریخ‌ساز، ساخته و نگهداری می‌شود. این موزه توسط ماری توسو در سدهٔ هیجدهم میلادی پایه‌گذاری شد. موزه‌های «مادام توسو» یکی از دیدنی‌های شهرهای مهم جهان است. تندیس‌های مومی از افراد مشهور چنان به واقعیت شبیه‌اند که حیرت بازدیدکنندگان را برمی‌انگیزند.
توریست‌هایی که به لندن، آمستردام یا برلین سفر می‌کنند، برای دیدن موزه مادام توسو از لحظاتی پیش از باز شدن درهای موزه، جلوی ورودی آن صف می‌کشند. نگاه‌های کنجکاو و علاقه‌مند منتظرند تا به دیدن چهره‌های سرشناس هالیوود یا دنیای موسیقی و مد و سیاست بروند و در کنار آن‌ها عکس‌های یادگاری بگیرند. وقتی نام «مادام توسو» به زبان می‌آید، همه به یاد تندیس‌های مومی افراد مشهور می‌افتند که تشابه آن‌ها به واقعیت چنان است که مشکل بتوان باور کرد این‌ها تنها مجسمه‌هایی ساخته شده از موم هستند. در این میان بازدیدکنندگان مشتاق چنان غرق در دنیای ستارگان می‌شوند و به دنبال عکس گرفتن هستند که کمتر به تندیس مومی بانویی سالخورده توجه می‌کنند که در گوشه‌ای جای گرفته و شاهد این هیاهوست؛ بانویی به نام «مادام توسو» که دویست و پنجاه سال پیش چشم به جهان گشود و به جایی رسید که هیچ‌کس گمان نمی‌برد.
مادام توسو به همراه پسرانش تا هنگام مرگش در سن ۸۹ سالگی نمایشگاه تندیس‌های مومی را اداره می‌کرد. آخرین تندیسی که او پیش از مرگ به اتمام رساند پرتره‌ای از خود است.

## زندگینامه
در زمانه‌اي که زندگي روي خوشش را تنها به طبقه مرفه جامعه نشان مي‌داد، «ماريا آنا گروس ‌هولتز» به هنگام تولد شانس چنداني نداشت. نوزادي که پدر را، که او هم در خانواده‌‌اي نه چندان خوشنام متولد شده بود، خيلي زود از دست داده بود و مادرش نيز به عنوان خدمتکار خانه مشغول کار بود. ماريا روز ۷ دسامبر ۱۷۶۱ در استراسبورگ چشم به جهان گشود و مانند شمار زيادي از کودکاني که در خانواده‌هاي فقير به دنيا مي‌آمدند، هيچ آينده‌ ويژه‌اي برايش پيش‌بيني نمي‌شد. اندکي پس از تولد او، مادرش شغلي را در خانه‌ «دکتر فيليپ کورتيوس» پيدا کرد. دکتر کورتيوس مهارت خاصي در ساخت تنديس‌هاي مومي داشت و مشهور بود که تنديس‌‌هاي وي بسيار به آناتومي بدن شباهت دارند. مارياي کوچک ساعات زيادي را در کارگاه دکتر سپري مي‌کرد و رفته رفته با ظرافت‌هاي ساخت اين تنديس ‌ها آشنا مي‌شد. او ياد مي‌گرفت که ترکيب کدام رنگ‌ها طبيعي‌ترين رنگ پوست انسان را به دست مي‌دهند، چگونه مي‌توان به بهترين وجه تارهاي مو را درون موم جاي گذاري کرد و کدام فرم دندان مناسب صورت است.
مادر ماری توسو در شهر برن سوئیس، برای یک پزشک کار می‌کرد که در کار ساخت مدل‌های مومی مهارت داشت. ماری توسو، کارش را از همین دکتر یاد گرفت و اولین مجسمه‌ی مومی خود را در سال ۱۷۷۷ از فیلسوف معروف فرانسوی، یعنی «وُلتر» ساخت و در سن ۱۷ سالگی، به عنوان معلم خصوصی خواهر لوئی شانزدهم انتخاب شد تا به او در کاخ ورسای، هنر تدریس کند. از دیگر افراد مشهوری که ماری توسو، تندیس مومی آن‌ها را ساخته می‌توان «بنجامین فرانکلین» و «ژان-ژاک روسو» را نام برد. بعد از مرگ دکتر در سال ۱۷۹۴، او به دلیل جنگ های ناپلئونی قادر به بازگشت به فرانسه نبود ، بنابراین در سراسر انگلیس و ایرلند سفر کرد و مجموعه خود را به نمایش گذاشت. از سال 1831 ، او یک سری اجاره های کوتاه را در طبقه بالایی "بازار خیابان بیکر" (در ضلع غربی خیابان بیکر ، خیابان دورست و خیابان کینگ در لندن) اجاره کرد . پاین سایت بعداً در پرونده دادگاه های دروس-پورتلند از محاکمات 1898–1907 معرفی شد. این در سال 1836 به اولین خانه دائمی توسو تبدیل شد. 

## ریشه ها
در سال 1835 ماری توسو در خیابان بیکر لندن مستقر شد و موزه ای را افتتاح کرد. مهم‌ترین بخش این موزه، «اتاق وحشت» (Chamber of Horrors) بود که جنایتکاران، قربانی‌های انقلاب فرانسه و افراد معروفی همچون «والتر اسکات» و «هوریشیو نلسون» را دربرمی‌گرفت (افراد مشهور دیگری از جمله لرد نلسون ، دوک ولینگتون ، هنری هشتم و ملکه ویکتوریا به آن اضافه شدند ).
برخی از مجسمه ها هنوز ساخته شده اند که توسط خود ماری توسو ساخته شده است. این گالری در ابتدا حاوی حدود 400 شکل مختلف بود ، اما خسارت ناشی از آتش سوزی در سال 1925 ، همراه با بمب های آلمانی در سال 1941 ، به بیشتر مدلهای قدیمی آسیب جدی وارد کرد. بازیگران خود زنده مانده اند و به بازسازی موم های تاریخی اجازه می دهند و این ها را می توان در نمایشگاه تاریخ موزه مشاهده کرد. قدیمی ترین چهره به نمایش درآمده مادام دو باری ، اثر كورتیوس از سال 1765 و بخشی از موم سازی هایی است كه در زمان مرگ وی به گروشولتز سپرده شد. از چهره های دیگر زمان توسو می توان به روبسپیر و جورج سوم اشاره کرد . در سال 1842 ، او خودنگاره ساخت، که اکنون در ورودی موزه او به نمایش گذاشته شده است. وی در 16 آوریل 1850 در خواب در لندن درگذشت.
قدیمی‎ترین مجسمه‌ی مومی این موزه به «مادام دو باری» (Madame du Barry) تعلق دارد که جزو کارهایی است که بعد از مرگ پزشک، به توسو رسید. 
در سال 1883 ، فضای محدود و افزایش هزینه سایت خیابان بیکر ، نوه او جوزف راندال را بر آن داشت تا ساخت ساختمانی را در مکان فعلی موزه در جاده مریلبون سفارش دهد . گالری های نمایشگاهی جدید در 14 ژوئیه 1884 افتتاح شد و بسیار موفقیت آمیز بود. اما راندال در سال 1881 نیمی از سهم پسر عمویش لوئیزا را در این تجارت خریداری كرده بود و این به علاوه هزینه های ساختمان منجر به كمبود سرمایه وی شد. وی برای جذب سرمایه تازه در سال 1888 یک شرکت محدود تشکیل داد اما پس از اختلاف نظر بین سهامداران خانواده مجبور به انحلال شد. در فوریه 1889 فروش توسو به گروهی از تجار ، به رهبری ادوین جوشیا پوایزر ، فروخته شد. اولین مجسمه مومی وینستون چرچیل جواندر سال 1908 ساخته شد در مجموع ده ساخته شده است.
اولین شعبه مادام توسو در خارج از کشور در آمستردام در سال 1970 افتتاح شد. 

## آثار در موزه لندن
مجسمه‌های مومی این موزه ستارگان ورزش، فیلم‌ها، خاندان سلطنتی و افراد مشهور تاریخی را شامل می‎شود. یکی از بحث برانگیزترین تندیس‌ها به هیتلر تعلق داشت که چندین بار هم در شعبه‌ی برلین و هم لندن، مورد تخریب قرار گرفته بود و از مجسمه‌ی جایگزین او بیشتر محافظت می‌کردند. در نهایت تندیس او در سال ۲۰۱۶ از نمایشگاه موزه‌ی مادام توسو در لندن حذف شد. کشور هند نیز موزه‌ی مادام توسوی خود را در سال ۲۰۱۷ در دهلی تأسیس کرد که بیش از ۵۰ مجسمه‌ی مومی از افراد معروفی همچون «آمیتا باچان»، «تام کروز» و «لئوناردو دیکاپریو» را دربرمی‌گیرد.
مجسمه‌های این موزه به گروه‌های مختلفی همچون هالیوود، خاندان سلطنتی و غیره تقسیم شده و به گونه‌ای قرار گرفته‌اند که می‌توانید کاملاً از نزدیک با آن‌ها عکس بگیرید. یکی از دلایلی که این موزه همچنان شهرت و محبوبیت خود را میان مردم حفظ کرده، این است که مجموعه‌ی خود را به روز نگه می‌دارد. برای مثال بعد از ازدواج «مگان مارکل» و شاهزاده هری در سال ۲۰۱۸، تندیس مومی آن‌ها به موزه‌ی مادام توسوی لندن اضافه شده است. ساخت این تندیس‌ها را مجسمه‌سازان مشهور جهان برعهده دارند و هنوز از همان تکنیکی کمک می‌گیرند که خود ماری توسو، ۲۰۰ سال پیش استفاده می‌کرد. با توجه به میزان شهرت این موزه در لندن، شاید بهتر باشد برای فرار از صف های طولانی آن، بلیت خود را از قبل از سایت این موزه تهیه کنید تا وقتتان تلف نشود.

## بهترین قسمت ها در موزه توسو در لندن
1. جنگ ستارگان - شاید هیجان انگیزترین نمایشگاه در حال حاضر در مادام توسو لندن ، Star Wars Experience صحنه ها و شخصیت های کلاسیک فیلم ها را به نمایش بگذارد. همانطور که هیاهوی تبلیغاتی برای فیلم جدید "The Force Awakens" ایجاد می شود ، اکنون وقت آن است که از آن بازدید کنید و به خود یادآوری کنید که چرا دنیا این حق رای دادن به فیلم فوق العاده را خیلی دوست دارد.
2. جیمز باند - با نزدیک شدن به اکران جدیدترین فیلم جیمز باند "Spectre" ، با این نمایشگر ویژه از هر شش باندز جیمز ، به یک خط حافظه بروید. پیوندهای مومی که تا پایان ماه نوامبر نمایش داده می شود ، در دسامبر 2015 یک تور جهانی را آغاز می کنند ، بنابراین آنها را در لندن بگیرید زیرا هنوز می توانید!
3 Marvel Super Heroes 4D Experience - با این نمایشگاه عالی قهرمانان فیلم های Marvel را ملاقات کنید. Spiderman، Wolverine، The Incredible Hulk و موارد دیگر و همچنین یک بخش 4D هیجان انگیز را ببینید که تمام حس Spidey شما را گنگ می کند
4. زالفی - آیا نام زالفی را شنیده اید؟ بخش کاملاً جدید YouTube مادام توسو بر دو ستاره موفق YouTube در انگلیس متمرکز شده است. Zoe Sugg و Alfie Deyes بخشی از نوع جدیدی از جنبش مشاهیر هستند که کاملاً در سایت جهانی اشتراک ویدیو نشات گرفته است. کانالهای YouTube آنها در حدود 14 میلیون بیننده دارد ، بنابراین اگر آنها را نشناسید ، ممکن است بخواهید چهره آنها را بخاطر بسپارید!
5 Katniss Everdeen - یکی دیگر از ستاره های موفق فیلم ، شما نمی خواهید Katniss را از The Hunger Games از دست بدهید ، به خصوص که Mockingjay Part 2 قرار است در ماه نوامبر اکران شود! در کنار او تصویری بگیرید و برای آزادی Panem به انقلاب بپیوندید!
6. سلطنتی ها - بدون نوعی فعالیت سلطنتی هیچ بازدید از لندن کامل نخواهد بود. مادام توسو دارای چهره هایی از دوشس کمبریج ، شاهزاده ویلیام ، شاهزاده هری و البته خود ملکه است - که کمتر از 22 مورد از تصاویر مومی مادام توسو بوده است که او را در مقاطع مختلف زندگی نشان می دهد!
7. بندیکت کامبربچ - ستاره شرلوک (یکی دیگر از افسانه های انگلستان) و ضربان قلب جهانی ، چهره واکس باورنکردنی واقعی بندیکت کامبربچ را از دست ندهید. چرا پس از بازدید از مادام توسو از موزه شرلوک هلمز عبور نمی کنید؟ بعد از همه آنها فقط 4 دقیقه با هم فاصله دارند!
8. کیمی - با معروف ترین ابر زوج جهان یعنی کیم کارداشیان و کانیه وست سلفی بگیرید. همانطور که کیم تلفن خود را به زاویه کامل عکس سلفی بالا می برد ، Kanye در پس زمینه قرار می گیرد - برای یک عکس اینستاگرام سورئال ایده آل است!
9. ماسک های مرگ - مادام توسو خودش زندگی بسیار جالبی داشت. او درگیر انقلاب فرانسه بود و تقریباً توسط گیوتین اعدام شد! پس از آزادی ، وی برای ساختن نقاب مرگ از قربانیان جنبش ، از جمله لویی شانزدهم و ماری آنتوانت ، استخدام شد. ماسک های مرگ به نمادی از انقلاب تبدیل شدند و امروزه در موزه دیده می شوند
10. مادام توسو - مادام توسو در سال 1842 ، هشت سال قبل از مرگ ، یک مدل مومی از خود پرتره ایجاد کرد که هنوز هم در موزه باقی مانده است. مطمئن شوید که رقم بی ادعای یک پیرزن کوچک 80 ساله را مشاهده کرده اید ، بدون او هیچکدام از بقیه امکان پذیر نیست!